# فهرست اجراهای زنده چارلی ایکس‌سی‌ایکس
تا به‌حال خوانندهٔ انگلیسی، چارلی ایکس‌سی‌ایکس راهی ۵ تور به‌عنوان خوانندهٔ اصلی (شامل خوانندهٔ دوم بودن هم می‌شود) و ۱۱ تور به‌عنوان نقش مکمل شده و ۱۹ بار در برنامه‌های تلویزیونی اجرا داشته است.
وی حرفه خودرا در سال‌های نوجوانی‌اش با اجرا در ریوها و مهمانی‌های انباری آغاز کرده است و بین سال‌های ۲۰۱۰ و ۲۰۱۳ به‌عنوان خوانندهٔ مکمل با تینگ تینگز، آزیلیا بنکس، کلدپلی، مارینا، اسلی بلز، الی گولدینگ و پرامور در تورهایشان همکاری کرده است. وی پس از کسب موفقیت تجاری به‌عنوان یکی از خوانندگان «عاشقشم» با آیکونا پاپ و «خواستنی» با ایگی آزیلیا با ترانه‌های «بوم کلپ» و «قوانین را شکستن» موفقیت خودرا به‌طور انفرادی دریافت نمود؛ همچنین ایکس‌سی‌ایکس دومین آلبوم استودیویی خودرا تحت عنوان مکنده در سال ۲۰۱۴ منتشر کرد و برای تبلیغ این آلبوم راهیهٔ تور گرل پاور آمریکای شمالی شد.
وی و جک آنتونوف در سال ۲۰۱۵ طی تور چارلی اند جک دو امریکا به ایالات متحده سفر کردند و در همان سال ایکس‌سی‌ایکس درکنار کیتی پری در تور جهانی منشوری وی تور برگزار کرد. ایکس‌سی‌ایکس پس از انتشار میکس‌تیپ‌های فرشته شماره ۱ و پاپ ۲ در سال ۲۰۱۷ چندین تور تبلیغاتی برای تبلیغ این میکس‌تیپ‌ها برگزار کرد و در همان سال وی در تورهای خود از هالزی و سیا حمایت کرد. وی بعد از تور ۵۳ توقفی با تیلور سوئیفت سومین آلبوم استودیویی خودرا تحت عنوان چارلی (۲۰۱۹) منتشر نمود و تور زنده چارلی را به‌منظور تبلیغ کردن از این آلبوم برگزار کرد.

## تورها به‌عنوان خوانندهٔ اصلی
| عنوان | تاریخ‌ها                         | آلبوم(های) مرتبط | قاره(ها)                                             | اجراها | درآمد | تماشاگرها | م. |
| --- | ------------------------------- | ---------------- | ---------------------------------------------------- | ------ | ----- | --------- | -- |
| تور گرل پاور آمریکای شمالی | ۲۶ سپتامبر ۲۰۱۴ – ۲۵ اکتبر ۲۰۱۴ | مکنده            | آمریکای شمالی                                        | ۲۰     |       |           |    |
| ترانه‌های تور گرل پاور آمریکای شمالی 1. «مکنده» 2. «بهم زدن» 3. «عاشقشم» 4. «مشهور» 5. «سوپرلاو» 6. «رزهای مشکی» 7. «قفلت میکنم» (دارای عناصر «فصل‌های اتمی») 8. «اواسطش گرفتار شدم» 9. «به عشقت نیاز دارم» 10. «جلو نیا» 11. «تو (ها ها ها)» 12. «پول (همونیه که میخوام)» (کاور د فلایینگ لیزاردز) 13. «ملکهٔ لندن» 14. «قوانین را شکستن» 15. «نیشخندها» 16. «سکه‌های طلایی» دوباره‌خوانی 1. «خواستنی (ریمیکس جی‌تی‌ای)» 2. «بوم کلپ» |                                 |                  |                                                      |        |       |           |    |
| تور چارلی اند جک دو آمریکا | ۲۱ ژوئیهٔ ۲۰۱۵ – ۱۰ اکتبر ۲۰۱۵   | مکنده میل عجیب   | آمریکای شمالی                                        | ۱۳     |       |           |    |
| ترانه‌های چارلی اند جک دو امریکا 1. «مکنده» 2. «بهم زدن» 3. «عاشقشم» 4. «مشهور» 5. «سوپرلاو» 6. «انجامش میدیم» 7. «به عشقت نیاز دارم» 8. «آلرژی به عشق» 9. «اون چمنو بچین» 10. «بدن خودم» 11. «ملکهٔ لندن» 12. «قوانین را شکستن» 13. «سکه‌های طلایی» دوباره‌خوانی 1. «نیشخندها» 2. «خواستنی» 3. «بوم کلپ» |                                 |                  |                                                      |        |       |           |    |
| تور فرشته شماره ۱ | ۲ آوریل ۲۰۱۷ – ۲۲ آوریل ۲۰۱۷    | فرشته شماره ۱    | آمریکای شمالی، اروپا                                 | ۴      |       |           |    |
| ترانه‌های فرشته شماره ۱ 1. چرخ با من 2. خیال‌باف 3. دختربچه 4. منم‌دوستت‌دارم 5. عاطفی 6. فرشته نیستم 7. ووم ووم 8. ۳ صبح (بالا بکش) 9. میندازمش گردن عشق تو 10. رزهای سفید 11. بونس 12. جام 13. داروها 14. برق‌لب 15. شبگردی دختران |                                 |                  |                                                      |        |       |           |    |
| پاپ ۲ | ۱۵ مارس ۲۰۱۸ – ۲۳ اکتبر ۲۰۱۸    | پاپ ۲            | آمریکای شمالی، اروپا، اقیانوسیه                      | ۵      |       |           |    |
| ترانه‌های پاپ ۲ |                                 |                  |                                                      |        |       |           |    |
| تور زنده چارلی | ۲۰ سپتامبر ۲۰۱۹ – ۹ فوریهٔ ۲۰۲۰  | چارلی            | آمریکای شمالی، اروپا، اقیانوسیه                      | ۴۶     |       |           |    |
| ترانه‌های تور چارلی 1. «چارلی سطح بعدی» 2. «کلیک» 3. «نمیخوام بدونم» 4. «ووم ووم» 5. «رفته» 6. «گرم» 7. «خطت میزنم» 8. «فوریهٔ ۲۰۱۷» 9. «افکار» 10. «مرسدس سفید» 11. «رسمی» 12. «بلرزونش» 13. «گرفتمش» 14. «ترانهٔ ۱۰ / میندازمش گردن عشق تو» 15. «صلیب نقره‌ای» 16. «۲۰۹۹» دوباره‌خوانی 1. «بازش کن» 2. «عاشقشم» 3. «پسرها» 4. «۱۹۹۹»                                                                                               |                                 |                  |                                                      |        |       |           |    |
| تور الان چه حسی دارم | ۲۷ سپتامبر ۲۰۲۱ – ۲۴ اکتبر ۲۰۲۱ | الان چه حسی دارم | آمریکای شمالی، اروپا                                 | ۳      |       |           |    |
| ترانه‌های تور الان چه حسی دارم 1. «بینش‌ها» 2. «منفجر» 3. «۷ سال» 4. «سرودها» 5. «پنجه‌ها» 6. «دشمن» 7. «مهمونی برای تو» 8. «الماس صورتی» 9. «بالاخره فهمیدم» 10. «C2.0» 11. «برای همیشه» 12. «ووم ووم» 13. «آدم خوبا» |                                 |                  |                                                      |        |       |           |    |
| تور زنده تصادف | ۲۶ مارس ۲۰۲۲ – ۲ مارس ۲۰۲۳      | تصادف            | آمریکای شمالی، اروپا، آسیا، آمریکای لاتین، اقیانوسیه | ۶۹     |       |           |    |
| ترانه‌های تور تصادف 1. «آذرخش» 2. «رفته» 3. «متاثرم میکنی» 4. «مدام رو تکرار» 5. «عزیزم» 6. «یاک» 7. «هر قانونی» 8. «مهمونی برای تو» 9. «قبلا منو میشناختی» 10. «۱۹۹۹» 11. «التماس برای تو» 12. «تصادف» 13. «بوم کلپ» 14. «پسرها» 15. «اشکال جدید» 16. «دوبار» دوباره‌خوانی 1. «ووم ووم» 2. «بینش‌ها» 3. «بازش کن» 4. «آدم خوبا»                                                                                                   |                                 |                  |                                                      |        |       |           |    |

## تورهای با نقش مکمل
| عنوان                             | تاریخ‌ها | هنرمند               | قاره(ها)                              | اجراها | درآمد            | م.                |
| --------------------------------- | ------- | -------------------- | ------------------------------------- | ------ | ---------------- | ----------------- |
| تور مال خودتو بهمون نشون بده      | ۲۰۱۱    | تینگ تینگز           | اروپا                                 |        |                  | [ ۱ ]             |
| تور ترور                          | ۲۰۱۲    | اسلی بلز             | آمریکای شمالی                         |        |                  | [ ۲ ]             |
| مرمید بال                         | ۲۰۱۲    | آزیلیا بنکس          | آمریکای شمالی                         | ۱      |                  | [ ۳ ]             |
| تور مایلو زایلوتو                 | ۲۰۱۲    | کلدپلی               | اروپا / آمریکای شمالی                 | ۱۳     | ۴۲،۷۴۰،۹۰۸ دلار  | [ ۴ ] [ ۵ ] [ ۶ ] |
| تور روزهای هالسیون                | ۲۰۱۳    | الی گولدینگ          | اروپا                                 |        |                  |                   |
| تور کلاب دل‌های تنها               | ۲۰۱۳    | مارینا اند د دایمندز | آمریکای شمالی                         |        |                  |                   |
| تور خودعنوان                      | ۲۰۱۳    | پرامور               | اروپا                                 | ۷      |                  |                   |
| تور جهانی منشوری                  | ۲۰۱۵    | کیتی پری             | اروپا                                 | ۲۰     | ۳،۵۱۸،۹۸۳ دلار   | [ ۷ ] [ ۸ ]       |
| تور پادشاهی چشمه ناامید           | ۲۰۱۷    | هالزی                | آمریکای شمالی                         | ۲۶     | ۷،۳۲۸،۷۱۵ دلار   | [ ۹ ] [ ۱۰ ]      |
| تور نوستالژیک برای حال            | ۲۰۱۷    | سیا                  | اقیانوسیه                             | ۳      | ۵،۵۳۱،۲۱۰ دلار   | [ ۱۱ ] [ ۱۲ ]     |
| تور استادیومی اعتبار تیلور سوئیفت | ۲۰۱۸    | تیلور سوئیفت         | آمریکای شمالی، اروپا، اقیانوسیه، آسیا | ۵۳     | ۳۴۵،۷۰۰،۰۰۰ دلار | [ ۱۳ ]            |
| جمعاً                              |         |                      |                                       |        |                  |                   |
|                                   |         |                      |                                       | ۱۲۳    | ۴۰۴،۸۱۹،۸۱۶ دلار |                   |

## اجراهای تلویزیونی
| برنامه                            | سال  | ترانه‌ها                                                                                      | یادداشت‌ها                                                |
| --------------------------------- | ---- | -------------------------------------------------------------------------------------------- | -------------------------------------------------------- |
| جی‌بی‌تی‌وی                          | ۲۰۱۳ | - «تو (ها ها ها)» - «نیشخندها» - «دستمو بگیر» - «تو همونی» - «قفلت میکنم» - «آنچه دوست دارم» | [ ۱۴ ]                                                   |
| آخر شب با ست مایرز                | ۲۰۱۴ | - «خواستی»                                                                                   | به‌همراه ایگی آزیلیا اجرا شده                             |
| جیمی کیمل لایو!                   | ۲۰۱۴ | - «خواستی»                                                                                   | به‌همراه ایگی آزیلیا اجرا شده                             |
| جوایز موسیقی بیلبورد ۲۰۱۴         | ۲۰۱۴ | - «خواستی»                                                                                   | به‌همراه ایگی آزیلیا اجرا شده                             |
| جوایز ویدئو موسیقی ام‌تی‌وی ۲۰۱۴    | ۲۰۱۴ | - «بوم کلپ»                                                                                  | قبل نمایش                                                |
| ۴موزیک                            | ۲۰۱۴ | - «بوم کلپ»                                                                                  | [ ۱۵ ]                                                   |
| جوایز موسیقی ام‌تی‌وی اروپا ۲۰۱۴    | ۲۰۱۴ | - «بوم کلپ» - «قوانین را شکستن»                                                              |                                                          |
| جوایز موسیقی آمریکا ۲۰۱۴          | ۲۰۱۴ | - «بوم کلپ» - «قوانین را شکستن» - «خواستی»                                                   | «خواستنی» به‌همراه ایگی آزیلیا اجرا شده                   |
| پخش زنده شنبه شب                  | ۲۰۱۴ | - «بوم کلپ» - «قوانین را شکستن»                                                              |                                                          |
| لو گرن ژورنال                     | ۲۰۱۵ | - «بوم کلپ» - «قوانین را شکستن»                                                              | [ ۱۶ ]                                                   |
| سالن زنده رادیو بی‌بی‌سی ۱          | ۲۰۱۵ | - «انجامش میدیم» - «بندازش بره»                                                              | [ ۱۷ ]                                                   |
| جایزه سینمایی ام‌تی‌وی ۲۰۱۵         | ۲۰۱۵ | - «مشهور» - «دختره رو ول کن»                                                                 | «دختره رو ول کن» به‌همراه تای دولا ساین و تیناشی اجرا شده |
| تریپل جی                          | ۲۰۱۵ | - «رو آتیش»                                                                                  | به‌همراه کارمادا اجرا شده                                 |
| ساندی برانچ                       | ۲۰۱۷ | - «پسرها (آکوستیک)»                                                                          | [ ۱۹ ]                                                   |
| لایک ای ورژن                      | ۲۰۱۷ | - «پسرها»                                                                                    | مجموعهٔ تریپل جی                                          |
| سالن زنده رادیو بی‌بی‌سی ۱          | ۲۰۱۸ | - «به تخمم نیست»                                                                             | به‌همراه دوآ لیپا، زارا لارسن، مو و آلما اجرا شده         |
| برنامه امشب با اجرای جیمی فلن     | ۲۰۱۸ | - «۱۹۹۹»                                                                                     | با تروی سیوان اجرا شده                                   |
| تور استادیومی اعتبار تیلور سوئیفت | ۲۰۱۸ | - «بندازش بره»                                                                               | با تیلور سوئیفت و کامیلا کبیو اجرا شده                   |
| سالن زنده رادیو بی‌بی‌سی ۱          | ۲۰۱۹ | - «رفته» - «TOOTIMETOOTIMETOOTIME»                                                           | «رفته» با کریستین اند د کوئینز اجرا شده                  |
| برنامه جاناتان راس                | ۲۰۱۹ | - «رفته»                                                                                     | با کریستین اند د کوئینز اجرا شده                         |
| برنامه امشب با اجرای جیمی فلن     | ۲۰۱۹ | - «رفته»                                                                                     | با کریستین اند د کوئینز اجرا شده                         |
| برنامه امشب با اجرای جیمی فلن     | ۲۰۲۱ | - «آدم خوبا»                                                                                 |                                                          |
| پخش زنده شنبه شب                  | ۲۰۲۲ | - «التماس برای تو» - «عزیزم»                                                                 |                                                          |

## اجراهای تحت وب
| برنامه          | سال  | ترانه‌ها     | یادداشت‌ها |
| --------------- | ---- | ----------- | --------- |
| پرز هیلتون تی‌وی | ۲۰۱۳ | - «سوپرلاو» |           |